# Kanadische Badmintonmeisterschaft 1925
Die Kanadische Badmintonmeisterschaft 1925 fand Mitte Februar 1925 in Ottawa statt. Es war die vierte Auflage der nationalen kanadischen Titelkämpfe im Badminton. Die Finalspiele sahen weit über 600 Zuschauer.

## Finalresultate
| Disziplin    | Sieger                               | Finalist                              | Ergebnis          |
| ------------ | ------------------------------------ | ------------------------------------- | ----------------- |
| Herreneinzel | Pat McTaggart Cowan                  | C. Walter Aikman                      | 15-9, 15-7        |
| Dameneinzel  | Esme F. Coke                         | C. A. Boone                           | 11-9, 11-2        |
| Herrendoppel | Pat McTaggart Cowan Jack Underhill   | Arthur Evans Snell William M. Stewart | 15-4, 15-13       |
| Damendoppel  | C. A. Boone Esme F. Coke             | H. F. Wright G. S. Macfarlane         | 15-5, 8-15, 15-11 |
| Mixed        | John de Navarre Kennedy Esme F. Coke | Jack Underhill K. Ewart               | 15-5, 18-14       |